# Платонов Володимир Миколайович
Плато́нов, Володи́мир Микола́йович (укр.); нар. 28 липня 1941, Києві (Українська РСР) — радянський та український вчений у сфері спортивної науки. Доктор педагогічних наук (1979 р.), професор (1980 р.), академік Української академії наук (1993 р.), заслужений діяч науки і техніки УРСР (1990 р.), лауреат Державної премії України у галузі науки і техніки (1999 р.), почесний доктор/професор ряду найбільших університетів країн Європи, Азії, Америки.

Своїми численними дослідженнями В. М. Платонов зробив значний внесок у розвиток системи знань у галузі історії, теорії та практики спорту вищих досягнень, олімпійського спорту та підготовки спортсменів національних команд до Олімпійських ігор та інших найбільших змагань, періодизації та змісту багаторічної підготовки спортсменів, починаючи з дитячо-юнацького спорту і до завершення спортивної кар'єри. Президент Міжнародного олімпійського комітету (МОК) Хуан Антоніо Самаранч оцінив внесок В. М. Платонова у розвиток спортивної науки та олімпійського спорту як: 
«той, що значно перевищує масштаби своєї значущості для окремої країни — України і є видатним для всього світового спортивного руху».
Всесвітньо визнаний авторитет у світовій спортивній науці Л. П. Матвєєв у рецензії на книгу В. М. Платонова «Система подготовки спортсменов в олимпийском спорте» (Київ: Олімпійська література, 2004) оцінив її так: 
«Фундаментальна праця, яка належить до видатних у світовому комплексі публікацій, що висвітлюють науково-прикладні знання про спорт. У ній енциклопедично окреслено етапи і результати досліджень, значущих для розуміння закономірностей спортивної діяльності, особливо в олімпійському русі нового часу, вдумливо викладено сучасний стан наукових знань, із опорою на які будується система спортивної підготовки спортсменів, сформульовано ключові положення, що орієнтують на оптимізацію цієї системи та умов її ефективності».

## Професійна кар'єра
У 1962 р. закінчив Київський державний інститут фізичної культури (КДІФК). У 1962—1965 рр. працював тренером, з 1965 по 1968 рр. — навчався в аспірантурі КДІФК. У 1969 р. захистив дисертацію на здобуття наукового ступеня кандидата, а в 1979 р. — доктора педагогічних наук. З 1969 по 1975 р. працював старшим викладачем, а потім доцентом Київського інституту народного господарства та водночас старшим науковим співробітником проблемної науково-дослідної лабораторії високих тренувальних навантажень КДІФК. Завідувач кафедри плавання КДІФК (1975—1977 рр.), проректор з наукової роботи (1977—1986 рр.), завідувач створеної ним кафедри теорії спорту КДІФК (1984—1990 рр.), завідувач кафедри олімпійського та професійного спорту університету фізичного виховання та спорту — УДУФВС, потім Національного університету фізичного виховання та спорту України — НУФВСУ (1992—2000 рр.), завідувач кафедри теорії та методики спортивної підготовки та резервних можливостей спортсменів НУФВСУ (2003—2005 рр.); ректор КДІФК, УДУФВС, НУФВСУ (1986—2012 рр.), директор книжкової колекції «Спортивна підготовка» видавництва «Paidotribo» (Іспанія, 1990—2000 рр.), професор кафедри історії та теорії олімпійського спорту (2012—2024 рр.), головний редактор міжнародного науково-теоретичного журналу «Наука в олімпійському спорті» (з 2012 р. і донині), головний науковий співробітник, науковий керівник навчально-наукового олімпійського інституту НУФВСУ (з 2024 р. і донині).

## Наукова діяльність
До кола наукових інтересів входять історія та сучасність олімпійського руху, олімпійського та професійного спорту, система підготовки спортсменів вищої кваліфікації, дитячо-юнацький та резервний спорт, адаптація організму спортсменів до екстремальних умов сучасного спорту, ідентифікація перспективних спортсменів, спортивний відбір та орієнтація підготовки спортсменів, проблеми допінгу у спорті, перетренованості та травматизму тощо.
Результати цієї діяльності відображено у більш ніж 500 публікаціях, серед яких понад 30 підручників, монографій, навчальних посібників, енциклопедичних видань, а також у публікації численних статей, широкомасштабній роботі із підвищення кваліфікації фахівців, особливо тренерських кадрів.
Під керівництвом В. М. Платонова підготовлено та успішно захищено 20 докторських та понад 50 кандидатських дисертацій. У період 1981—2020 рр. очолював спеціалізовану раду із захисту дисертаційних робіт у галузі фізичного виховання та спорту, за цей період у раді було захищено понад 600 дисертацій на здобуття ступеня доктора чи кандидата наук. Член експертної ради з педагогіки та психології Вищої атестаційної комісії СРСР (1987—1991 рр.).

## Діяльність на посаді ректораНУФВСУ
В. М. Платонов очолював заклад вищої освіти (ЗВО) понад чверть століття (1986—2012 рр.) і до закінчення контракту прийняв рішення про перехід на творчу роботу, отримавши підтримку Міністерства освіти і науки України.
За роки роботи на посаді ректора досяг інтенсивного розвитку ЗВО, перетворивши його на один з авторитетних у світі центрів спеціальної освіти та спортивної науки. У 1993 р. Київський державний інститут фізичної культури було перетворено на Український державний університет фізичного виховання та спорту з найвищим рівнем акредитації, а в 1998 р. — на Національний університет фізичного виховання та спорту України — головний ЗВО галузі з широкими повноваженнями у галузі розвитку спеціальної освіти та спортивної науки у країні.
В. М. Платонов домігся у 1997 р. виділення фізичного виховання та спорту зі сфери педагогіки в самостійну галузь спеціальної освіти та спортивної науки, що дозволило принципово розширити її предметну область, привести її у відповідність з досягненнями світової науки та практики та соціальними потребами суспільства. Ця ініціатива призвела до реорганізації в Україні системи спеціальної освіти, науково-дослідної роботи, підготовки науково-педагогічних кадрів.
Галуззю були охоплені не лише теорія та методика фізичного виховання різних верств населення та спортивної підготовки дітей та молоді, а й широкий спектр знань та видів професійної діяльності в сферах олімпійського, професійного та неолімпійського спорту, здоров'я людини, рекреації та фізичної реабілітації, менеджменту та маркетингу, спортивної фізіології, психології, кінезіології, медицини тощо. Це стало потужним стимулом до розвитку спортивної науки й освіти, підвищення їхнього авторитету та можливостей у житті суспільства.
В. М. Платонов використав накопичений за попередні десятиліття унікальний досвід ЗВО у галузях підготовки та підвищення кваліфікації тренерів, об'єднання у ЗВО освітньої діяльності з підготовкою спортсменів світового рівня, організаційного та наукового супроводу їхньої підготовки. На його основі протягом кількох років було подолано наслідки характерної для СРСР відносної ізоляції освітньої та наукової діяльності від досягнень країн західного світу. Традиційні зв'язки з науковими й освітніми установами НДР, Болгарії, КНР, Польщі було доповнено інтенсивною співпрацею з провідними ЗВО Бразилії, Іспанії, Італії, Канади, Республіки Корея, Франції, ФРН, Японії.
Тісні та взаємовигідні відносини були налагоджені з найбільшими видавництвами спеціальної наукової та навчальної літератури «Revue EPS» (Франція), «Paidotribo» (Іспанія), «Philippka» (Німеччина), «Blackwell» (Велика Британія), «Calzetti Mariucci» (Італія), «Artmed» (Бразилія) та інших країн, особливо Китаю. Внаслідок цієї співпраці низка провідних фахівців ЗВО отримала можливість опублікувати понад 40 монографій та підручників за кордоном, поширити свої знання та досвід шляхом читання лекцій у ЗВО багатьох країн, участі у численних семінарах для тренерів та викладачів, у програмах з формування систем наукового забезпечення підготовки найсильніших спортсменів тощо.
Було організовано плідну співпрацю з низкою провідних у світі компаній з виробництва наукового та спортивного обладнання. Це дозволило оснастити найбільший у ті роки в Україні тренажерний та науково-освітній центр «Олімпійський стиль» широким спектром тренажерного та наукового обладнання всесвітньо відомої компанії «Technogym», а науково-дослідний інститут ЗВО — телеметричними комплексами компанії «Cosmed». На цій же основі було оснащено на світовому рівні клініку спортивної травматології, створення якої було ініційовано відомим спортивним травматологом професором В. М. Левенцем, обладнано спортивно-освітні центри для стрільби, більярдного спорту, боулінгу, веслувального спорту, важкої атлетики, плавання, вільної боротьби та ін.
Роботу НУФВСУ було адаптовано до нових історичних умов, зокрема, налагоджено участь університету у системі науково-методичного забезпечення підготовки найсильніших спортсменів країни до Олімпійських ігор та інших найбільших змагань, підвищення кваліфікації тренерського складу, співпрацю з численними спортивними інтернатами, школами, тренувальними центрами та збірними командами, а також удосконалено умови для безпосередньої підготовки спортсменів світового рівня на базі спортивно-педагогічних кафедр. Це значною мірою вплинуло на досягнення провідних спортсменів країни на світовій арені в період з 1992 по 2010 рр.
Особливу увагу В. М. Платонов приділяв співробітництву з Міжнародним олімпійським комітетом. Запропонована ним програма досліджень актуальної проблематики олімпійського руху та впровадження знань у сфері олімпійського спорту у навчальний процес ЗВО фізичного виховання та спорту була активно підтримана президентом МОК Хуаном Антоніо Самаранчем. Підсумком цієї роботи стало включення дисципліни «Олімпійський спорт» до системи спеціальної освіти та створення у всіх спеціальних ЗВО країни кафедр олімпійського спорту, заснування та регулярне проведення під патронатом МОК Міжнародного конгресу «Олімпійський спорт та спорт для всіх», видання підручника для ЗВО «Олімпійський спорт», низки фундаментальних енциклопедій та монографій з найважливіших напрямів олімпійського руху, теорії та методики підготовки атлетів. Досягнення ЗВО у цій галузі було представлено на Олімпійських наукових конгресах 1994 р. у Парижі та 2009 р. у Копенгагені, відзначено найвищими нагородами Міжнародного олімпійського комітету. МОК забезпечив переклад підручника "Олімпійський спорт" англійською мовою та рекомендував Національним олімпійським комітетам його використання у системі спеціальної освіти.
У 1970–1990-х роках ініціював створення та забезпечив функціонування у НУФВСУ низки центрів олімпійської підготовки з найбільш популярних видів спорту (велоспорт — шосе та трек, вільна боротьба, боротьба дзюдо, плавання) а також школи вищої спортивної майстерності, велика група вихованців яких стала переможцями та призерами Ігор Олімпіад, чемпіонатів світу та Європи, авторами низки світових рекордів.

### Книжкове видавництво «Олімпійська література»
Задля інформаційного забезпечення підготовки спортсменів та розвитку спортивної науки в галузі фізичного виховання та спорту у 1994 р. у НУФВСУ з ініціативи В. М. Платонова було створено книжкове видавництво «Олімпійська література». В основу політики видавництва було покладено принцип: публікації підлягають лише ті підручники та монографії, які відповідають найвищим світовим стандартам, написані визнаними у світі авторитетами з найбільш актуальної тематики. Цей принцип, орієнтований на потреби читача, забезпечив виняткову популярність книжок видавництва «Олімпійська література». У період з 1994 по 2011 рр. видавництвом було випущено понад 100 фундаментальних праць провідних фахівців світу з широкого спектра проблем сучасного спорту та оздоровчої рухової активності, спортивної фізіології, кінезіології, біохімії, біомеханіки, спортивної медицини та ін. За обсягами та якістю продукції видавництво стало одним із найбільших у Європі, поряд з видавництвами «Blackwell» (Велика Британія), «Paidotribo» (Іспанія), «Philippka» (Німеччина), «Calzetti Mariucci» (Італія) та забезпечило високоякісною літературою не лише систему спеціальної освіти та спортивної науки України, а й країн, розташованих на території колишнього СРСР.

## Поширення знань
Починаючи з середини 1970-х років регулярно виступав із пленарними доповідями на великих міжнародних наукових конференціях та конгресах, а також читав лекції у численних ЗВО та наукових центрах більш ніж 40 країн світу, включаючи Аргентину, Болгарію, Бразилію, Ізраїль, Іспанію, Італію, Канаду, КНР, Колумбію, Німеччину, Польщу, Португалію, Росію, Румунію, СРСР, Туніс, Україну, Уругвай, Францію, Японію.
Протягом цього ж періоду провів або брав участь у понад 150 семінарах для тренерів вищої кваліфікації та інших спеціалістів у сфері вищих досягнень та олімпійської підготовки, проведених у десятках країн світу.

## Науковий супровід підготовки спортсменів
Керівник комплексної наукової групи при збірній команді України з плавання (1970—1988 рр.), науковий консультант збірних команд СРСР із плавання (1975—1982 рр.), велосипедного спорту (шосе та трек, 1977—1991 рр.), гандболу (чоловіки та жінки, 1980—1991 рр.), член наукової групи з підготовки та реалізації концепції підготовки збірної команди СРСР до Ігор Олімпіад 1984—1992 рр., керівник програми науково-методичного забезпечення підготовки збірних команд України до Олімпійських ігор (1992—2012 рр.).

## Участь у діяльності громадських та інших організацій
- президент Федерації плавання Української РСР (1980—1990 рр.)
- голова комісії з теорії та методики спорту Наукової ради Державного комітету з питань фізичної культури і спорту СРСР (1985—1991 рр.)
- консультант збірних команд СРСР з плавання (1973—1982 рр.), з велосипедного спорту (1978—1991 рр.), з гандболу (1978—1991 рр.)
- член експертної ради Вищої атестаційної комісії СРСР (1987—1991 рр.)
- голова спеціалізованої вченої ради Національного університету фізичного виховання та спорту України (1981—2020 рр.)
- постійний представник Української РСР у Комітеті ООН з боротьби з апартеїдом (1988—1991 рр.)
- керівник Відділення фізичної культури та спорту Української академії наук (з 2002 р. і донині)
- завідувач секції «Спортивне тренування» книжкового видавництва «Paidotribo» (Барселона, Іспанія) (1990—2000 рр.)
- президент Міжнародної асоціації вищих навчальних закладів фізичного виховання та спорту країн Східної Європи та Центральної Азії (2001—2005 рр.), почесний президент цієї асоціації (з 2005 р. донині)
- голова науково-координаційної ради Державного комітету з питань фізичної культури і спорту України, Міністерства України у справах сім'ї, молоді та спорту (1986—2011 рр.)
- віцепрезидент Національного олімпійського комітету України (1991—1998 рр.), перший віцепрезидент НОК України (1998—2002 рр.), член виконавчого комітету НОК України (2005—2022 рр.)

## Нагороди та звання

### Нагороди СРСР
- Орден «Знак Пошани» (1982 р.)
- Медаль «За трудову доблесть» (1988 р.)
- Медаль «За багаторічну сумлінну працю» (1990 р.)

### Нагороди України
- Заслужений діяч науки і техніки УРСР (1990 р.)
- Орден «За заслуги» III ступеня (1997 р.)
- Лауреат Державної премії України в галузі науки і техніки (1999 р.)
- Почесна грамота Верховної Ради України (2005 р.)
- Орден князя Ярослава Мудрого V ступеню (2006 р.)
- Орден «За заслуги» II ступеня (2009 р.)
- Орден «За заслуги» І ступеня (2021 р.)

### Нагороди інших держав
- Орден полярної зірки[en] (Монголія, 2011 р.)

### Інші нагороди
- Олімпійський орден Міжнародного олімпійського комітету (2001 р.)
- Лауреат премії Державного комітету з питань фізичної культури і спорту СРСР «За найкращу науково-дослідну роботу в галузі фізичної культури та спорту» (двічі, 1981 та 1987 р.)
- Премія Української академії наук (2003 р.)
- Золота медаль Міжнародної кадрової академії «За заслуги у освіті» (2003 р.)
- Орден «За заслуги» І ступеню Української академії наук (2011 р.)
- Лауреат премії Національного олімпійського комітету України «За найкращу наукову книгу року» (2006, 2011, 2013, 2021 р.)
- Орден Національного олімпійського комітету Республіки Казахстан (2014 р.)
- Олімпійський орден Національного олімпійського комітету Вірменії (2015 р.)
- Орден Національного олімпійського комітету України (2016 р.)
- Орден Міжнародної асоціації університетів фізичної культури та спорту (2017 р.)

### Почесні звання
- запрошений професор Університету Загреба, факультету фізичного виховання (1994 р.)
- заслужений професор Національного університету фізичного виховання та спорту України (1998 р.)
- почесний професор Казахської академії спорту та туризму[kk] (2001 р.)
- почесний доктор Академії фізичного виховання імені Юзефа Пілсудського (Польща, 2003 р.)
- почесний професор Шанхайського інституту фізичного виховання[en] (2004 р.)
- почесний доктор Харківської державної академії фізичної культури (2004 р.)
- почесний доктор Російського університету фізичної культури, спорту та туризму (2004 р.)
- почесний доктор Казахської академії спорту та туризму[kk] (2004 р.)
- почесний доктор Національної спортивної академії «Васил Левски» (Болгарія, 2006 р.)
- почесний професор Академії фізичного виховання та спорту імені Єнджея Снядецького (Польща, 2008 р.)
- почесний професор Ібероамериканського університету спорту[en] (Венесуела, 2009 р.)
- почесний доктор Національного університету фізичного виховання та спорту Молдови (2010 р.)
- почесний доктор Бухарестського університету фізичного виховання[en] (2011 р.)
- почесний доктор Монгольського національного університету фізичного виховання (2011 р.)
- почесний доктор Узбецького державного університету фізичної культури (2012 р.)
- почесний доктор Азербайджанської державної академії фізичної культури та спорту[en] (2015 р.)
- почесний доктор Університету фізичного виховання та спорту Пекіна (2017 р.)
- почесний доктор Грузинського державного педагогічного університету фізичного виховання та спорту (2018 р.)
- почесний професор та науковий консультант Пекінського олімпійського інституту (2019 р.)
- почесний професор Ургенчського державного університету Узбекистану[en] (2021 р.)
- почесний доктор Узбецького державного університету фізичного виховання та спорту (2021 р.)

## Основні публікації (монографії, підручники, енциклопедичні видання)
- Платонов В. Н. Современная спортивная тренировка. — Київ : Здоров'я, 1980. — 336 с.
- Платонов В. Н. Теория и методика спортивной тренировки. — Київ : Вища школа, 1984. — 336 с.
- Платонов В. Н., Вайцеховский С. М. Тренировка пловцов высокого класса. — Москва : Физкультура и спорт, 1985. — 256 с.
- Платонов В. Н. Подготовка квалифицированных спортсменов. — Москва : Физкультура и спорт, 1986. — 288 с.
- Теория спорта / под общ. ред. В. Н. Платонова. — Київ : Вища школа, 1987. — 424 с.
- Платонов В. Н. Адаптация в спорте. — Київ : Здоров'я, 1988. — 216 с.
- Platonov V. N. L'entraînement sportif théorie et méthodologie. — Paris : Revue EPS, 1988. — P. 290.
- Platonov V. N. L'adaptación des sportifs aux charges dentranement en de competition. — Paris : Revue EPS. — P. 256.
- Platonov V. N., Bulatova M.M. Entrenamiento En Condiciones Extremas (Altura, frio y variaciones horarias). — Barcelona : Paidotribo.
- Platonov V. N., Bulatova M.M. La preparación fĭsica. — Barcelona : Paidotribo. — P. 408.
- Płatonow W. N. Adsptacija w sportie. — Warszawa : Resortowe Centrum Metodyczno-Szkoleniowe Kultury Fizycznej i Sportu, 1991. — P. 408.
- Platonov V. N. El entrenamiento deportivo. Teoria y metodología. — Barcelona : Paidotribo. — P. 320.
- Platonov V. N. Tratado de la actividad fisica las bases del entrenamiento deportivo. — Barcelona : Paidotribo. — P. 313.
- Platonov V. N. La Adaptación en el deporte. — Barcelona : Paidotribo. — P. 314.
- Platonov V. N. Encïclopedïa general del ejercicio. El Entrenamiento. — Barcelona : Paidotribo.
- Platonov V. N., Bulatova M. M. Encіclopedіa general del ejercicio. La preparation fisica. — Barcelona : Paidotribo. — P. 407.
- Platonov V. N., Fessenko S. L. 1 // Los sistemas de entrenamiento de los mejores nadadores del mundo. Teoria у practica: teoria e pratica. — Barcelona : Paidotribo. — P. 356.
- Platonov V. N., Fessenko S. L. 2 // Los sistemas de entrenamiento de los mejores nadadores del mundo. Teoria у practica: teoria e pratica. — Barcelona : Paidotribo. — P. 330.
- Платонов В. Н., Гуськов С. И. Олимпийский спорт: [учебник]: в 2 кн. — Киев : Олимпийская литература, 1994. — 496 с.
- Платонов В. Н., Гуськов С. И. Олимпийский спорт: [учебник]: в 2 кн. — Киев : Олимпийская литература, 1997. — 384 с.
- Платонов В. Н., Булатова М. М. Фізична підготовка спортсмена. — Киев : Олімпійська література, 1995.
- Platonov V. N. Allenavento sportivo: teoria e metodologia. — Perugia : Caizetti-Mariucci, 1996. — P. 380.
- Булатова М.М., Платонов В. Н. Спортсмен в различных климато-географичесских и погодных условиях. — Киев : Олимпийская литература, 1996. — 177 с.
- Płatonow W. N. Trening wyczynowy w ptywaniu struktura i programy. — Warszawa : Resortowe Centrum Metodyczno-Szkoleniowe Kultury Fizycznej i Sportu, 1997.
- Platonow V. N., Guskov S.I. Olympic sport. — Kyiv : Olympic literature, 1997. — P. 368.
- Platonow V. N. Belastug — Ermudung — Leistung. Der moderne Trainingsaufbau. — Munster : Philipka, 1999. — P. 256.
- Платонов В. Н. Общая теория подготовки спортсменов в олимпийском спорте: учеб. для студентов вузов физ. воспитания и спорта. — Киев : Олимпийская литература, 1997. — 584 с.
- Профессиональный спорт / под общ. ред. С.И. Гуськова, В.Н. Платонова. — Киев : Олимпийская литература, 2000. — 392 с.
- Платонов В. Н. Плавание: учебник для студентов и преподавателей вузов физ. воспитания и спорта, тренеров и спортсменов, науч. работников и врачей. — Киев : Олимпийская литература, 2000. — 496 с.
- Platonov V. N., Bulatova M. M. La preparation física : 4 a edicion. — Barcelona : Paidotribo, 2001. — P. 408.
- Platonov V. N. Teoria general del entrenamiento deportivo olimpico. — Barcelona : Paidotribo, 2001. — P. 486.
- Энциклопедия современного олимпийского спорта / под общ. ред. В. Н. Платонова. — Киев : Олимпийская литература, 1998. — 600 с.
- Энциклопедия олимпийского спорта: [в 5-ти т.] / под общ. ред. В. Н. Платонова. — Киев : Олимпийская литература, 2002. — Т. 1. — 496 с.
- Энциклопедия олимпийского спорта: [в 5-ти т.] / под общ. ред. В. Н. Платонова. — Киев : Олимпийская литература, 2002. — Т. 2. — 584 с.
- Энциклопедия олимпийского спорта: [в 5-ти т.] / под общ. ред. В. Н. Платонова. — Киев : Олимпийская литература, 2004. — Т. 3. — 632 с.
- Энциклопедия олимпийского спорта: [в 5-ти т.] / под общ. ред. В. Н. Платонова. — Киев : Олимпийская литература, 2004. — Т. 4. — 607 с.
- Энциклопедия олимпийского спорта: [в 5-ти т.] / под общ. ред. В. Н. Платонова. — Киев : Олимпийская литература, 2004. — Т. 5. — 528 с.
- Platonov V. N., Fessenko S. L. Sistema de treinamento dos melhores nadadores do mundo. V.1 Teoria e pratica (traduçao e revisäo técnica, Marcelo Garcia Massaud; revisado por Antonio Torres Beltran). — Rio de Janeiro : Sprint, 2003.
- Platonov V. N., Bulatova M. M. La preparation física. — Rio de Janeiro : Sprint, 2003. — P. 408.
- Допинг и эргогенные средства в спорте / под общ. ред. В. Н. Платонова. — Киев : Олимпийская литература, 2003. — 576 с.
- Платонов В. Н. Система подготовки спортсменов в олимпийском спорте. Общая теория и ее практические приложения: учеб. для студентов вузов физ. воспитания и спорта. — Киев : Олимпийская литература, 2004. — 808 с.
- Platonov V. N. Teoria serai do treinamento desportivo ohmpico. trad. Ronei Silveira Pinto [et al.]. — Porto Alegre : Artmed, 2004.
- Platonov V. N. Lorganizzazione dell Allenamento e Dell Attivita Di Gara: teoria generale della preparazione degli atleti negli sport. — Roma : Calzetti-Mariucci, 2004. — P. 384.
- Platonov V. N. Fondamenti dell Allenamento e dell'attività di Gara: Teoria generale della preparazione degli atleti negli sport olimpici. — Roma : Calzetti-Mariucci, 2004. — P. 480.
- Енциклопедія олімпійського спорту України / за ред. В. М. Платонова. — Київ : Олімпійська література, 2005. — 464 с.
- Platonov V. N. Treinamento desportivo para nadadores de alto nivel. — Sаo Paulo : Phorte, 2005. — P. 400.
- Platonov V. N. Tratado gérai de treinamento desportivo. — Sаo Paulo : Phorte, 2008.
- Платонов В. Н., Булатова М. М., Бубка С. Н. [и др.]. Олимпийский спорт / под общ. ред. В. Н. Платонова. — Киев : Олимпийская литература, 2009. — Т. 1. — 736 с.
- Платонов В. Н., Булатова М. М., Бубка С. Н. [и др.]. Олимпийский спорт / под общ. ред. В. Н. Платонова. — Киев : Олимпийская литература, 2009. — Т. 2. — 696 с.
- Платонов В. Н., Олейник С. А., Гунина Л. М. Допинг в спорте и проблемы фармакологического обеспечения подготовки спортсменов. — Москва : Советский спорт, 2010. — 308 с.
- Платонов В. Н. Спорт высших достижений и подготовка национальных команд к Олимпийским играм. Отечественный и зарубежный опыт: история и современность. — Москва : Советский спорт, 2010. — 312 с.
- Платонов В. Н. Спортивное плавание: путь к успеху: в 2 кн. — Киев : Олимпийская литература, 2011. — Т. 1. — 480 с.
- Платонов В. Н. Спортивное плавание: путь к успеху: в 2 кн. — Киев : Олимпийская литература, 2011. — Т. 2. — 544 с.
- Платонов В. Н. Периодизация спортивной тренировки. Общая теория и ее практическое применение. — Киев : Олимпийская литература, 2013. — 624 с.
- Платонов В. Н. Система подготовки спортсменов в олимпийском спорте. Общая теория и ее практические приложения: учебник [для тренеров]: в 2 кн. — Киев : Олимпийская литература, 2015. — Т. 1. — 680 с.
- Платонов В. Н. Система подготовки спортсменов в олимпийском спорте. Общая теория и ее практические приложения: учебник [для тренеров]: в 2 кн. — Киев : Олимпийская литература, 2015. — Т. 2. — 770 с.
- Платонов В. Н. Теория и методика подготовки спортсменов в олимпийском спорте. — Тяньцзинь, Китай : Tianjin University press, 2015. — 811 с.
- Platonov V. N. Periodizarea antrenamentului sportiv. Teoria generală si aplicatiile ei practice. — Bucuresti : Ed. Discobolul, 2015. — P. 624.
- Platonov V. N. Libro 1. Modalidades deportivas olimpicas, competencias y actividad competitiva de los deportistas. — Cali : Programa Editorial Universidad del Valle, 2015.
- Platonov V. N. Libro 2. Bases generales del sistema de preparaciön de los deportistas. — Cali : Programa Editorial Universidad del Valle, 2015.
- Platonov V. N., Bulatova M. M. L. Libro 3. Preparation fi'sica, tecnico — täctica y psicolögica en los deportistas. — Cali : Programa Editorial Universidad del Valle, 2015.
- Platonov V. N. Libro 4. Construction del proceso de preparation de los deportistas. — Cali : Programa Editorial Universidad del Valle, 2015.
- Bulatova M.M., Platonov V. N. Libro 5. Selection, orientaciôn, direction y control en el sistema de preparation de deportistas. — Cali : Programa Editorial Universidad del Valle, 2015.
- Платонов В. Н. Периодизация спортивной тренировки. Общая теория и её практическое применение: в 2 кн. — Пекин, 2015. — Т. 1. — 331 с.
- Платонов В. Н. Периодизация спортивной тренировки. Общая теория и её практическое применение: в 2 кн. — Пекин, 2015. — Т. 2. — 419 с.
- Платонов В. Н. Двигательные качества и физическая подготовка спортсменов. — Киев : Олимпийская литература, 2017. — 656 с.
- Булатова М. М., Бубка С. Н., Платонов В. М. Олімпійський спорт у системі гуманітарної освіти: навч. видання. — Київ : Перша друкарня, 2019. — 912 с.
- Платонов В. М. Сучасна система спортивного тренування. — Київ : Перша друкарня, 2021. — 672 с.

Значна частина книг із цього списку витримала понад 70 видань і перевидань у багатьох країнах світу з високорозвиненим спортом — англійською, болгарською, іспанською, італійською, китайською, німецькою, польською, португальською, російською, румунською, французькою, японською та іншими мовами.